# Albert Thomas Price
Albert Thomas Price (Nantwich, 30 de janeiro de 1903 — 13 de dezembro de 1978) foi um astrônomo britânico.

## Prémios e honrarias
- 1969 - Medalha de Ouro da Royal Astronomical Society.[2]